# Tiroteo de Dnipró de 2022

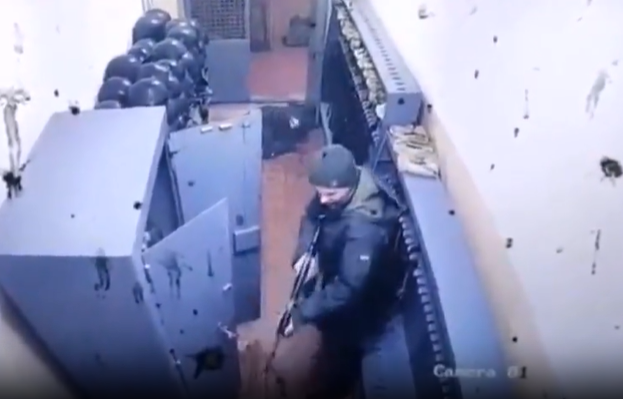
Imagen del suceso captada por una cámara de seguridad.

El tiroteo de Dnipró de 2022 ocurrió el 27 de enero de 2022 cuando se produjo un tiroteo masivo en una fábrica de Yuzhmash en Dnipró, Ucrania. Cinco personas murieron y otras cinco resultaron heridas.

## Tiroteo
Los asesinatos ocurrieron el 27 de enero de 2022, alrededor de las 3:40 a. m. en la ciudad de Dnipró, cuando los guardias comenzaron a entregar armas a los militares en la fábrica de Yuzhmash. Un recluta de la Guardia Nacional de Ucrania armado con un  fusil de asalto AK-47 mató a tiros a cuatro militares y una mujer civil e hirió a otros cinco. Dos soldados de los veintidós soldados presentes lograron escapar y llamar a una ambulancia y policías. El atacante huyó del lugar con su arma. Aproximadamente a las 9.30 horas, fue detenido en la ciudad de Pidhorodne después de que él mismo se presentara ante la policía.

## Investigación
La Oficina Estatal de Investigación ha iniciado procesos penales contra funcionarios de la Guardia Nacional de Ucrania.

## Sospechoso
Según los organismos encargados de hacer cumplir la ley, Artemiy Riabchuk, un militar de la Guardia Nacional de Ucrania del Óblast de Odesa, nacido en 2001, fue quien disparó contra los militares. La oficina estatal de investigaciones informó al detenido sobre sospecha de asesinato, deserción y robo de armas. No se descarta un posible móvil terrorista.
Según un legislador, Riabchuk había sido intimidado en el pasado.

## Repercusiones
Como resultado del tiroteo, 5 personas murieron y otras 5 resultaron gravemente heridas. El presidente de Ucrania, Volodímir Zelenski, condenó el tiroteo como "terrible" y envió mensajes de empatía a las familias de las víctimas. Más de 40 miembros de la Guardia Nacional iniciaron un programa para ayudar a las víctimas a recibir donaciones de sangre.
El comandante de la Guardia Nacional de Ucrania, Mykola Balan, renunció en respuesta.